# Peter Filzmaier

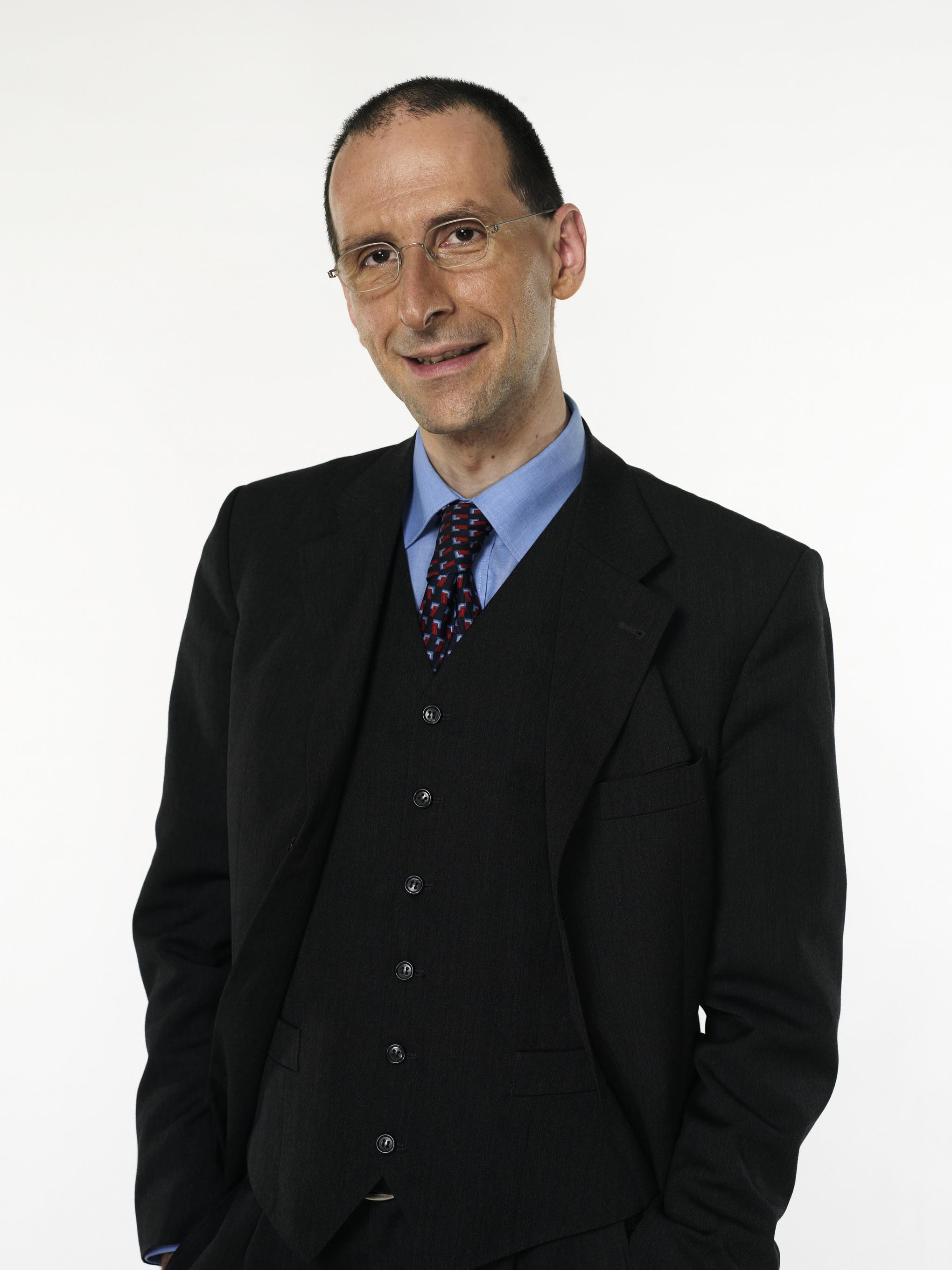
Peter Filzmaier, 2012

Peter Filzmaier (* 5. September 1967 in Wien) ist ein österreichischer Politikwissenschaftler. Er ist Professor für Demokratiestudien und Politikforschung an der Universität für Weiterbildung Krems (besser bekannt als Donau-Universität Krems) und für Politische Kommunikation an der Karl-Franzens-Universität Graz.

## Leben
Peter Filzmaier wurde 1967 in Wien geboren. Nach der Matura am Bundesrealgymnasium Wien IX, dem Studium der Politikwissenschaft, Publizistik und Rechtswissenschaft und seiner Promotion (Politikwissenschaft) an der Universität Wien 1993 war er als Lehrbeauftragter an den Universitäten Wien, Salzburg und Innsbruck tätig. 1998 übernahm er den Arbeitsbereich Politische Bildung des Instituts für interdisziplinäre Forschung und Fortbildung der Universitäten Innsbruck, Klagenfurt, Wien und Graz, parallel mit seiner Habilitation 2001 dann auch die Leitung der Abteilung Politische Bildung. Seit 2005 leitet Filzmaier das Department für Politische Kommunikation an der Universität für Weiterbildung Krems und hat seit 2006 den Lehrstuhl für Demokratiestudien und Politikforschung inne. Seit 2010 ist er zudem Professor für Politische Kommunikation an der Karl-Franzens-Universität Graz. Filzmaier ist geschäftsführender Gesellschafter des Instituts für Strategieanalysen (ISA) in Wien.
Filzmaier ist geschieden und Vater einer Tochter (* 2002). Seit 2024 ist er mit der Marathonläuferin Carola Bendl liiert.

## Wirken
Filzmaiers Arbeits- und Forschungsschwerpunkte umfassen Wahlforschung, Politische Kommunikation, Politische Bildung, Internet und Demokratie sowie internationale Politik mit dem Fokus USA. Er ist wissenschaftlicher Leiter der Universitätslehrgänge für Politische Bildung sowie für Politische Kommunikation an der Universität für Weiterbildung Krems. Filzmaier war und ist zudem Kolumnist und Gastkommentator in Zeitungen – unter anderen im Standard (2005 bis 2007), in österreichischen Bundesländerzeitungen („Filzmaier am Montag“, 2007 bis 2015) und in der Kronen Zeitung („Filzmaier analysiert“, seit 2015) – sowie als politischer Analytiker regelmäßig für den Österreichischen Rundfunk (ORF) tätig.
2019 war Filzmaier für den österreichischen Fernsehpreis Romy in der Kategorie „Information“ nominiert und erhielt die Auszeichnung „Kommunikator des Jahres“ des Public Relations Verbandes Austria.

Unter dem Überbegriff "Atemlos" hat er um das Thema Sport zwei Bücher ("Atemlos. Meine schönsten Sportgeschichten und was sie mit Politik zu tun haben" und "Olympia. Die Spiele als Bühne für Sport und Politik") geschrieben, erscheint ein Podcast sowie Sportanalysen und ein Blog.

## Kritik der Analysen
Filzmaiers Analysen gelten als klar, schnell und pointiert, er zeige, wie sich „selbst schwerstverdauliches politisches Schauspiel für ein Millionenpublikum mundgerecht zerlegen lässt“. Dabei stehe über jedem Kommentar: „Peter Filzmaier ist Wissenschafter.“
Rudolf Bretschneider, ein der ÖVP nahestehender Meinungsforscher, kommentiert eine politische Analyse von Filzmaier und fasst seine Hinweise auf Mängel Filzmaiers in mehrere Appelle zusammen: „Bitte Urteile erst nach gründlicher Recherche abgeben! Prüfen, ob sie zum eigenen Fach passen. Sich nicht durch vermeintliche Pointen zu Aussagen verführen lassen. Prognosen ordentlich begründen, nicht nur aussprechen. Hypothesen mit viel Konjunktiv im Anhang möglichst unterlassen. Als Experte abqualifizierende Urteile über Personen vermeiden …“
Dass seine Analysen der ORF-TV-Duelle vor Wahlen oft mehr Zuschauer als die Diskussion selbst haben, erklärt Zeit im Bild 2 (ZIB 2)-Redaktionsleiter Christoph Varga so: „Filzmaier interessiert die Leute mehr als Faymann oder damals Spindelegger. Verkehrte Welt. Denn Filzmaier steht nicht zur Wahl. Er erklärt bloß. Aber: Filzmaier redet Klartext. Was viele, die an der Macht sind, nicht tun.“
Armin Wolf, stellvertretender Chefredakteur der ORF-TV-Information und Moderator der ZIB 2, lobte in seiner Laudatio anlässlich der Verleihung der Auszeichnung „Kommunikator des Jahres“ die „präzisen, punktgenauen, unparteiischen und oft amüsanten Analysen“. Es gebe „kaum jemanden, der öffentlich so gut kommuniziert wie Filzmaier“.

## Absolventen (Auswahl)
Im Juni 2022 gab Filzmaier im ORF-Fernsehen bekannt, dass Andreas Babler (SPÖ), Christian Hafenecker (FPÖ) und Karl Nehammer (ÖVP) Absolventen eines von ihm geleiteten Universitätslehrganges wären. Dies wurde in einem Artikel der Tageszeitung Die Presse ebenfalls dargestellt. Der SPÖ-Politiker Philip Kucher war Jahrgangskollege von Karl Nehammer im erwähnten Universitätslehrgang. Im April 2025 berichtete die Presse, dass auch der ORF-Journalist Martin Thür bei Filzmaier studiert habe.

## Publikationen (Auswahl)
- Olympia: Die Spiele als Bühne für Sport und Politik, Christian Brandstätter Verlag, Wien 2024, ISBN 978-3-7106-0781-3.[15]
- Der Professor und der Wolf: Das 1 x 1 der österreichischen Politik mit Armin Wolf, Christian Brandstätter Verlag, Wien 2023, ISBN 978-3-7106-0724-0.
- Atemlos: Meine schönsten Sportgeschichten und was sie mit Politik zu tun haben, Brandstätter Verlag, Wien 2020, ISBN 978-3-7106-0379-2.
- Die Nationalratswahl im ländlichen Raum (gem. mit Andrea Tony Hermann und Flooh Perlo), in: Kommunal, Oktober 2017.
- Politische Bildung in Österreich (gem. mit Cornelia Klepp), in: Dirk Lange (Hrsg.): Basiswissen Politische Bildung: Handbuch für den sozialwissenschaftlichen Unterricht, Hohengehren 2017, S. 481–495.
- Strategische Kommunikation in der Politik (gem. mit Birte Fähnrich), in: Michael Holenweger u. a. (Hrsg.): Strategische Kommunikation, Baden-Baden 2016, S. 144–166.
- Das Wahljahr 2015: Wahlverhalten, Wählerwanderung und neue Parteien (gem. mit Flooh Perlot und Martina Zandonella), in: SWS-Rundschau, 2/2016, S. 153–179.
- MigrantInnen als Wählergruppe in Österreich (gem. mit Markus Patscheider und Flooh Perlot), in: Österreichische Zeitschrift für Politikwissenschaft, 3/2015, S. 29–43.
- Das Wahljahr 2013: Wahlverhalten, Wählerwanderung und neue Parteien (gem. mit Flooh Perlot und Martina Zandonella), in: SWS-Rundschau, 2/2014, S. 108–132.
- Public Affairs: Kommunikation mit politischen Entscheidungsträgern (gem. mit Birte Fähnrich), in: Ansgar Zerfaß, Manfred Piwinger (Hrsg.): Handbuch Unternehmenskommunikation: Strategie, Management, Wertschöpfung. 2. vollständig überarbeitete Auflage, Wiesbaden 2014, S. 1185–1204.
- Demokratie für Kinder und Erwachsene, in: Herfried Carl u. a. (Hrsg.): Vielfalt: Festschrift zum 60. Geburtstag von Nationalratspräsidentin Dr. Barbara Prammer, Wien 2014, S. 89–94.
- Winnetous Apatschen würden gewinnen? Neue Parteien in Österreich – Morphologie und Perspektiven, in: Andreas Khol u. a. (Hrsg.): Österreichisches Jahrbuch für Politik 2012, Wien 2013, S. 409–420.
- Österreich vor der Nationalratswahl: Die große Vertrauenskrise, in: Klaus Poier u. a. (Hrsg.): Steirisches Jahrbuch für Politik 2012, Graz 2013, S. 55–62.
- Einstellungen von Jugendlichen und Jugendstrategie in Österreich (gem. mit Flooh Perlot), in: Sozialpädagogische Impulse, 3/2013, S. 21–24.
- Bundesländer und Landtage: Föderalismus und politischer Wettbewerb (Hrsg. mit Peter Plaikner und Karl Duffek), österreichische Besonderheiten und internationaler Vergleich, Wien 2012.
- Wirtschaftseinstellungen in Kärnten 2012, in: Peter Filzmaier, Karl Anderwald, Karl Hren (Hrsg.) Kärntner Jahrbuch für Politik 2012, Klagenfurt 2012.
- Offene Zweierbeziehung: Die Parteienlandschaft im Burgenland (gem. mit Maria Beyrl und Flooh Perlot), in: Georg Pehm, Peter Plaikner (Hrsg.): Burgenländisches Jahrbuch für Politik 2011, Wien 2012.
- Politikforschung zwischen Medienlogik und Sehnsucht nach der Kristallkugel, in: Thomas Köhler, Christian Mertens (Hrsg.): Jahrbuch für politische Beratung 2010/11: Eine klassische Alternative, Wien 2011.
- Konzepte für eine Langzeitplanung politischer Kommunikation: Strategie statt Taktik, in: Feri Thierry (Hrsg.): Politikberatung in Österreich: Konzepte, Strategien, Herausforderungen, Wien 2011.
- Persönlichkeiten und Demokratie, in: Klaus Poier u. a. (Hrsg.): Persönlichkeiten und Mediendemokratie: Wie wählen wir die besten Köpfe? Wien/Graz 2011.
- Der Zug der Lemminge. Heute stehen wir am Rande des Abgrunds, morgen sind wir einen Schritt weiter, Wien 2010.
- Politikforschung zwischen Medienlogik und Sehnsucht nach der Kristallkugel, in Thomas Köhler/Christian Mertens (Hrsg.): Jahrbuch für politische Beratung 2010: Eine klassische Alternative, Wien 2010.
- Politische Bildung Revisited (Hrsg. mit Kathrin Stainer-Hämmerle), Österreichische Zeitschrift für Politikwissenschaft (ÖZP), Heft 3/2009.
- Die programmatische Arbeit der österreichischen Parteien: Themenlosigkeit und Entideologisierung, in Andreas Khol, Günther Hofner, Stefan Karner, Dietmar Halper (Hrsg.): Österreichisches Jahrbuch für Politik 2009, Wien 2009.
- Stichwort Wählen (Hrsg. mit Peter Plaikner und Karl Duffek), Wien 2008 (Edition Politische Kommunikation, Band 2).
- Political Leaders in Austria: Bruno Kreisky, Waldheim Affair, Franz Vranitzky, Wolfgang Schüssel and Jörg Haider (gem. mit Maria Beyrl and Flooh Perlot), in: Christina Holtz-Bacha, Lynda Lee Kaid (eds.): Encyclopedia of Political Communication (2 Volumes), Thousand Oaks/London 2008.
- Politik und Politische Bildung, Wien 2007.
- Wie wir politisch ticken. Öffentliche und veröffentlichte Meinung in Österreich, Wien 2007.
- Politische Bildung in Österreich, in: Dirk Lange, Volker Reinhardt (Hrsg.): Strategien der politischen Bildung (Basiswissen Politische Bildung 2: Handbuch für den sozialwissenschaftlichen Unterricht), Baltmannsweiler 2007.
- Mediendemokratie Österreich (hrsg. gemeinsam mit Karl Duffek und Peter Plaikner), Wien 2007.
- Internationale Politik (gem. mit Otmar Höll, Leonore Gewessler und Gerhard Mangott), Wien 2006.
- Politik und Medien – Medien und Politik (hrsg. gem. mit Matthias Karmasin und Cornelia Klepp), Wien 2006.
- Campaigning and Media in Austria: Lessons to be Learned from the “HPM Phenomenon” in the European Parliamentary Elections, in: Michaela Maier / Jens Tenscher (eds.) Campaigning in Europe – Campaigning for Europe. Political Parties, Campaigns, Massmedia and the European Parliament Elections 2004, London 2006.
- Politik auf amerikanisch: Wahlen und politischer Wettbewerb in den USA (gem. mit Fritz Plasser), Wien 2005.
- Internet und neue Foren der Mediendemokratie, in: Fritz Plasser (Hrsg.): Politische Kommunikation in Österreich, Wien 2004.
- Supermächte. Zentrale Akteure der Weltpolitik (hrsg. gem. mit Eduard Fuchs), Innsbruck/Wien/München/Bozen 2003.
- Wahlkampf um das Weiße Haus: Presidential Elections in den USA (gem. mit Fritz Plasser), Opladen 2001.

## Sonstiges
Sein Familienname stand Pate für das Zeitwort filzmaiern für Politik analysieren, das es im Jahr 2015 auf den dritten Platz des Wort des Jahres in Österreich schaffte.

## Auszeichnungen
- 2023: Goldenes Buch des Hauptverbandes des Österreichischen Buchhandels für mehr als 15.000 verkaufte Exemplare für Der Professor und der Wolf. Das 1x1 der österreichischen Politik[17]